# レーヴィ・マデトヤ
レーヴィ・アンッティ・マデトヤ（Leevi Antti Madetoja, 1887年2月17日 - 1947年10月6日）は、フィンランドの作曲家・音楽教師。
代表作に、3つの交響曲と交響詩『クレルヴォ』、2つの演奏会用序曲、オペラ『オストロボスニアの人々』『ユハ』、日本を舞台とするバレエ音楽『オコン・フオコ』など。

## 経歴
オウル出身。本来の姓はヒュッティネン (Hyttinen)。ヘルシンキでジャン・シベリウスに作曲を師事した後、パリとウィーン、ベルリンに遊学（1910年～1912年）。母国やアメリカ合衆国で教壇に立った。
L. オネルヴァの筆名で知られる女性作家ヒルヤ・レヘティネンと結婚した。

## 作品

### 交響曲
- 交響曲第1番 ヘ長調 作品29（1914–16年）
- 交響曲第2番 変ホ長調 作品35（1916–18年）
- 交響曲第3番 イ長調 作品55（1925–26年）
- 交響曲第4番（消失、1930–38年）
1938年にパリの駅で本作の譜面が入ったスーツケースが盗まれ、行方不明になったとされている[3]。

### 管弦楽曲
- 交響組曲 作品4（1909–10年）
- 演奏会用序曲 作品7（1911年）
- 舞踊の光景 作品11（1919年）
- 交響詩『クレルヴォ』作品15（1913年）
- 組曲『オストロボスニアの人々』作品52（1924年）
- 喜劇的序曲 作品53（1923年）
- 組曲『オコン・フオコ』作品58（1930年）

### 劇付随音楽
- チェス Shakkipeli 作品5（1910年）

### オペラ
- オストロボスニアの人々 Pohjalaisia 作品45（1924年）
- ユハ Juha 作品74（1935年）

### バレエ＝パントマイム
- オコン・フオコ Okon Fuoko 作品58（1925-27年）

### 室内楽曲
- ピアノ三重奏曲 作品1（1909年）
- ヴァイオリンとピアノのための2つの小品 作品3（1909年）
- ヴァイオリンとピアノのためのソナチネ 変ロ長調 作品19（1913年）
- ヴァイオリンとピアノのためのロマンス 作品38（1917年）
- チェロとピアノのための抒情組曲 作品51（1922年）

### ピアノ曲
- 祝典行進曲 作品5-1
- ピアノのための6つの小品 作品12（1911-12年）
- ピアノのための小品集 作品17（1912年）
- ピアノのための4つの小品 作品31（1915年）
- 田園組曲 作品34（1916年）
- 死の庭 作品41（1918年、1919年改訂）
- ピアノのための小品集 作品65（1928–41年）